# Zahhak

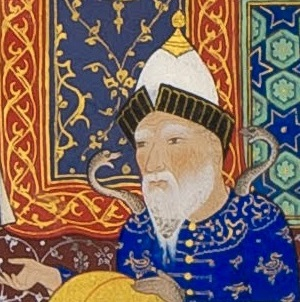
Zahhak von Mir Musavvir

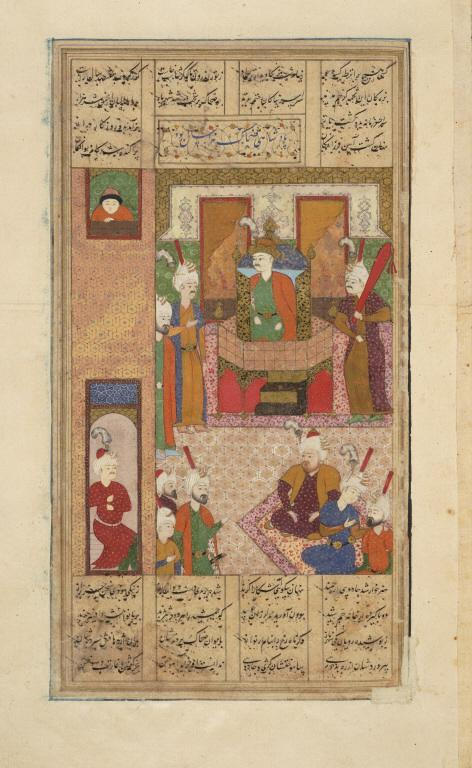
Zahhāk auf dem Thron

Zahhāk oder Zahāk (persisch ضحاک, DMG Żaḥāk, von arabisch ضَحَّاك, DMG Ḍaḥḥāk ‚der ständig Lachende‘), deutsch auch Sohak, ist ein König in der persischen Mythologie, der als Prototyp jeglicher Tyrannei und Fremdherrschaft gilt. Zahhāk wird im fünften Buch des Schāhnāme, dem iranischen Nationalepos des persischen Dichters Abū ʾl-Qāsim Firdausī (940/41–1020) beschrieben. Das Pahlavi-Wort Azdahāg, auch Azhi Dahaka, bezeichnet im Avesta ursprünglich einen Drachen, dargestellt als dreiköpfiges Ungeheuer, aus dem die arabisierte Form Zahhāk entstand. Nach der Eroberung Irans durch die Araber wurde aus dem Drachen in der Legende Dahāk bzw. Zahāk, ein (böser) iranischer Herrscher arabischer Abstammung, genannt auch der „Drachenschah“.

## Zahhāk in Schāhnāme-Sage V
In Firdausīs Epos Schāhnāme wird von der Legende von Dahaka berichtet, wobei die literarische Figur den Namen Zahhāk oder Zohāk, auch Ḍaḥāk oder Ḍuḥāk, bei Friedrich Rückert Dhohhak, trägt. Zahhāk taucht bereits in Sage IV auf, in der über die Regentschaft des Königs Dschamschid berichtet wird.
Zahhāk, der Sohn von Mirdas dem Araber, wird als machthungrig geschildert, was sich Ahriman, der Vertreter des Bösen, zu Nutze macht. In seinen Jugendjahren wird Zahhāk von Ahriman, der sich als sein Freund und Begleiter ausgibt, davon überzeugt, dass er seinen Vater töten solle, um selbst König zu werden. Nachdem Zahhāk seinen Vater getötet hat und selbst König wurde, stellte sich Ahriman Zahhāk als Koch vor, der ihn mit den köstlichsten Speisen versorgen könne. Zahhāk stellte Ahriman als Koch ein und wurde von Ahriman mit herrlichem Essen verwöhnt. Zum Dank gewährte Zahhāk Ahriman einen Wunsch. Der begehrte nur ihn auf die Schultern küssen zu dürfen. Als Zahhāk ihm diesen Wunsch gewährte und Ahriman ihn auf die Schultern küsste, wuchsen ihm zwei Schlangen aus den Schultern. Alle Versuche, die Schlangen zu töten, scheiterten, da sie immer wieder nachwuchsen. Ahriman begegnete Zahhāk von nun an als Arzt. Er erklärte Zahhāk, dass es nur einen Ausweg gebe, sich vor den Schlangen zu schützen, nämlich indem sie täglich mit menschlichen Gehirnen zweier Jünglinge gefüttert würden, anderenfalls würden sie sein Gehirn fressen.
Die Kunde, dass Zahhāk als neuer mächtiger Herrscher auftritt, drang bis nach Iran. Dort verweigerten die Prinzen Irans Dschamschid inzwischen die Gefolgschaft, nachdem der von ihnen verlangt hatte, dass sie ihn als Schöpfergott anbeten sollten. Sie stellten ein Heer auf, zogen nach Arabien zu Zahhāk und riefen den Sohn von Mirdas dem Araber als neuen Schah von Iran aus, nicht ahnend, dass sie sich damit einen „Schah im Drachengewand“ zum König erwählt hatten.
Friedrich Rückert schildert in seiner Übersetzung von Firdausīs Epos Schāhnāme die Herrschaft Zahhāks wie folgt:

„Als Dhohhak zum Thron erhoben war,
Singen vorüber ihm tausend Jahr.
 […] 
Der Brauch der Weisen verloren ging,
In Schwung der Wille der Thoren ging;
Tugend verachtet, verehrt Zauberei;
Das Recht verborgen, das Unheil frei.“

Mit der Machtübernahme von Zahhāk in Iran beginnt Firdausī mit der Sage V, in der der Kampf zwischen Zahhāk und Fereydun geschildert wird, aus dem am Ende Fereydun als Sieger hervorgeht. Mit diesem Kampf greift Firdausī wieder das Grundthema des Epos auf, den Kampf zwischen Gut, hier symbolisiert durch Fereydun, und Böse, dargestellt durch Zahhāk. Am Ende siegt das Gute, in dem Fereydun Zahhāk gefangen nimmt. Teil dieser Sage ist auch die Geschichte von Kaveh dem Schmied. Kaveh benutzte seine Schmiedeschürze als Flagge des Aufstandes. Die zur Fahne gewordene Lederschürze Kavehs wird von nun an als Derafsche Kâviâni („Kavehs Flagge“) bezeichnet. Eine mit Juwelen bestickte Version wird später zur Staatsflagge des Sassanidenreiches.
Zu Beginn von Sage V berichtet Firdausī, dass Zahhāk die beiden Töchter Dschamschids, Schehrnas (Schahnas) und Arnewas, zur Frau nimmt, um sich durch die Heirat die dynastische Legitimität zu verschaffen. Zahhāk herrscht von nun an mit Hilfe Ahrimans über tausend Jahre als Schah von Iran. Eines Nachts sieht Zahhāk Fereydūn im Traum. Ferydun fesselt ihn und schleppt ihn zum Berg Damawand. Zahhāk befragt seine Traumdeuter, die ihm erklären, dass Fereydun ihn eines Tages gefangen nehmen und vom Thron stoßen werde. Daraufhin lässt Zahhāk nach Fereydun, dem Sohn von Abtin, der seinerseits von Schah Tahmorath abstammt, suchen. Er findet Abtin und lässt ihn töten. Der Säugling Fereydun wird daraufhin von seiner Mutter Firanek in den Bergen des Elburs-Gebirges versteckt. Dort wird er von der Kuh Birmaj’ gesäugt und von einem Pflegevater betreut, bis er eines Tages zu seiner Mission aufbricht, um Zahhāk mit der Hilfe Kavehs dem Schmied gefangen zu nehmen. Er befreit die Töchter Dschamschids, Schehrnas und Arnewas, und nimmt beide zur Frau. Zahhāk wird, wie es die Traumdeuter vorausgesagt haben, von Fereydun am Berg Damavand an den Fels geschmiedet, um einen langsamen und qualvollen Tod zu erleiden.
Mit Fereydun gelangt wieder ein Nachfahre der Kayaniden auf den Thron Irans.
Am Ende von Sage V ruft Firdausī ganz im Geiste Zaratustras die Zuhörer auf, sich dem Guten anzuschließen:

„Komm, laß uns die Welt nicht zum Bösen betreten,
Mit Fleiß all die Hand zum Guten bieten!
Weder Gutes noch Böses währt,
Doch guter Nachruhm sei begehrt.
Dein Schatz und Dein Gold und dein hohes Schloß
Wird dir alles nichts nützen groß.
Von dir zum Gedächtnis bleibt das Wort,
Halte das Wort nicht für kleinen Hort!
Feridun der edle kein Engel war,
Geformt nicht aus Muskus und Ambra gar.
Durch Mild’ und Gerechtigkeit lebt’ er nun;
Sei mild und gerecht, und du bist Feridun.“